# 우루프섬
우루프섬(러시아어: Уруп, 일본어: 得撫島 우룻푸토[*])은 쿠릴 열도 중부에 있는 섬이다. 면적은 1430 km2으로, 무인도이다. 과거 서양에는 Company's Land로 알려졌다.
근대까지는 정주자가 없었고, 이투루프섬(일본명 : 에토로후, 択捉島) 등 다른 섬의 아이누족이 어업을 위해 일시적으로 거주했을 뿐이었다. 18세기 제정 러시아의 남하에 맞춰 본격적으로 정착이 이뤄져 유인도가 됐으나, 1875년 사할린-지시마 교환 조약으로 일본 영토로 편입된 후에는 실질적으로는 일시 거주자만 있을 뿐, 정주자는 존재하지 않았다.
우루프 섬은 제2차 세계 대전 이후 소련에 편입되어 러시아 소비에트 사회주의 공화국의 사할린주에 속하게 되었다. 소련은 한때 이곳에 국경경비대와 방공 레이더 기지, 측후소, 등대의 시설등을 설치하여 150여 명 가량이 거주하고 있었으나, 소련이 멸망한 뒤에는 무인도가 되었다. 
2019년 러시아 정부는 경제특구로 지정했으며 스위스 기업에 의해 금광이 개발되고 있다.

## 지리
섬의 길이 약 115km, 폭은 약 20km이며, 우루프섬과 남쪽 이투루프섬 사이의 프리스 해협은 일본이 주장하고 있는 러일 국경선이다. 한편 북동 방향 110km에는 시무시르섬(일본명 : 新知島)가 있다.전체적으로 북동에서 남서쪽으로 가늘고 긴 완두콩과 같은 형태를 가진다. 쿠나시르섬보다 약간 작고, 쿠릴 열도에서는 네 번째로 넓은 섬이다.
활화산 지대로, 주요 화산은 다음과 같다.
```
* 콜로콜산(일본명 우룻푸후지(得撫富士), 해발 1,328미터)
* 루다코프산(일본명 다이바(大葉)산, 해발 542미터)
* 트리 시스트리산(일본명 이오(硫黄)산, 해발 998미터)
* 이바오 산(일본명 시로타에(白妙)산, 해발 1,426미터) : 섬 최고봉
```

이상의 화산 주변에도 여러 산이 있다. 화산이 있어 현재도 연기와 온천이 분출하고 있어 유황 냄새가 풍긴다. 오호츠크해 쪽으로는 온천이 폭포가 되어 흐르는 곳이 있다.
섬은 바다생물 보호구역으로 지정되어 있어 '해달섬'이라고도 불린다. 북단의 烏ノ尾岬은 가장 큰 해달 서식지이며 300~400마리가 확인되고 있다. 이투루프섬과의 사이에 있는 프리스 해협은 식물학에서 말하는 분포 경계선(미야베선(宮部線))으로, 식물학상의 온대와 아한대의 경계선이다. 따라서 이 섬을 포함한 북쿠릴 열도에서는 활엽수림을 찾아볼 수 없게 된다.

## 같이 보기
- 이투루프 섬
- 쿠릴 열도 분쟁
  - 쿠릴 열도
- 프리스 해협